# Freddie Gibbs
Freddie Gibbs (* 14. Juni 1982 in Gary, Indiana; bürgerlich Frederick Tipton) ist ein US-amerikanischer Rapper, dessen Musik dem Gangsta-Rap zugeordnet wird. Bekanntheit erlangte er durch eine Reihe von kostenlos im Internet veröffentlichten Mixtapes. Sein Pseudonym entstammt dem Protagonisten des Blaxploitation-Films Black Caesar.

## Leben

### Frühe Jahre
Freddie Gibbs wuchs auf in der durch den weitgehenden Wegfall der Stahlindustrie von einer hohen Arbeitslosigkeit und Kriminalitätsrate betroffenen Stadt Gary. Bereits früh dealte er mit Drogen und machte sich des unerlaubten Schusswaffenbesitzes schuldig; mit dem Rappen begann er dagegen vergleichsweise spät. Sein Football-Stipendium an der Ball State University verlor er wegen schlechter Noten, das Militär musste er später aufgrund von Marihuana-Konsum verlassen. Zeitweise saß er im Gefängnis. 2004 begann Gibbs sich ernsthaft mit Rap zu beschäftigen und veröffentlichte noch im selben Jahr zwei Mixtapes.

### Karriere
2006 nahm Interscope Records ihn auf Empfehlung eines A&Rs hin unter Vertrag und Gibbs zog vorübergehend nach Los Angeles. Für ein geplantes Debütalbum arbeitete er unter anderem mit den Produzenten Polow da Don und Just Blaze zusammen. Im folgenden Jahr verließ Gibbs’ A&R das Plattenlabel und kurz darauf wurde sein eigener Vertrag gekündigt. Viele der in diesem Zeitraum aufgenommenen Songs waren 2009 auf den hochgelobten Mixtapes The Miseducation of Freddie Gibbs und midwestgangstaboxframecadillacmuzik, benannt nach Alben von Lauryn Hill beziehungsweise OutKast, zu finden. Erwähnung fand Gibbs nach deren Erscheinen unter anderem in der Los Angeles Times und The New Yorker.
Im März 2010 war er als einer der zehn bedeutendsten Rap-Newcomer des Jahres auf der Titelseite des Hip-Hop-Magazins XXL vertreten.
Erst im August 2010 wurde mit der EP Str8 Killa erstmals ein Tonträger des Rappers veröffentlicht. Angekündigt ist sein Debütalbum Baby-Face Killa sowie eine Zusammenarbeit mit dem Produzenten The Alchemist namens Devil’s Palace.
Baby Face Killa wurde 2012 als Mixtape veröffentlicht. Als offizielles Solo-Debütalbum erschien im Juni 2013 ESGN.
Mit dem Produzenten Madlib nahm Freddie Gibbs zwei Kollaborationsalben auf. 2014 erschien Piñata, auf das fünf Jahre später Bandana folgte, bei dem laut Radiosender ByteFM Gibbs und Madlib „das Beste in ihrem Gegenüber zum Vorschein“ bringen.
Im Mai 2020 veröffentlichte Gibbs unangekündigt Alfredo, ein Kollaborationsalbum mit dem DJ und Produzenten The Alchemist. Für die Single Old English zusammen mit Young Thug und ASAP Ferg wurde er in den USA im Juli 2020 mit einer Goldenen Schallplatte ausgezeichnet.
2021 übernahm er die Hauptrolle in dem Spielfilm Down with the King.

## Verhaftung
Am 2. Juni 2016 wurde Gibbs im französischen Toulouse verhaftet, nachdem am 31. Mai 2016 ein Europäischer Haftbefehl ausgestellt worden war. Gibbs soll in der Nacht vom 5. auf den 6. Juli 2015 in der österreichischen Bundeshauptstadt Wien zwei Frauen vergewaltigt haben. Gibbs habe die Frauen im Backstage-Bereich des Clubs Grelle Forelle in Wien-Alsergrund mit so genannten K.-o.-Tropfen gefügig gemacht. Gibbs soll die zwei fast bewusstlosen Frauen danach in sein Hotel gebracht haben und sich drei Stunden an ihnen vergangen haben.
Gibbs wurde am 31. Juli 2016 an Österreich ausgeliefert. Ihm wurde daraufhin am Landesgericht für Strafsachen Wien der Prozess gemacht. Aufgrund fehlender eindeutiger Beweise wurde In dubio pro reo entschieden und Gibbs am 30. September 2016 freigesprochen.

## Stil
Beeinflusst wurde Freddie Gibbs vorrangig von Gangsta-Rappern, wie etwa Tupac Shakur, Scarface und der Gruppe Bone Thugs-N-Harmony. Seine Texte basieren häufig auf Erlebnissen in Gary, das zumeist negativ porträtiert wird; im Gegensatz zu vielen anderen Gangsta-Rappern steht er dem Leben in sozialen Brennpunkten kritisch gegenüber. Seit seiner Trennung von Interscope Records thematisiert er häufig seine Abneigung gegenüber größeren Plattenlabels. Oft wechselt er in seinen Raps zwischen verschiedenen Flowtechniken und manche Hooklines singt er ebenfalls selbst.

## Diskografie

### Studioalben
- 2013: ESGN
- 2015: Shadow of a Doubt
- 2017: You Only Live 2wice
- 2018: Freddie
- 2022: $oul $old $eparately
- 2024: You Only Die 1nce

### Kollaboalben
- 2014: Piñata (mit Madlib)
- 2018: Fetti (mit Curren$y und The Alchemist)
- 2019: Bandana (mit Madlib)
- 2020: Alfredo (mit The Alchemist)
- 2025: Alfredo 2 (mit The Alchemist)